# Војска Кнежевине Србије
Војска Кнежевине Србије била је оружана сила Кнежевине Србије од 1830. до 1882. када је Србија проглашена краљевином, а њена војска преименована у Војску Краљевине Србије.

## Историја

### Стварање Српске војске
Дуxовно расположење српског становништва Београдског пашалука, у једном тренутку почетком 1804. године превагнуло је на ону страну где се једини излаз још видео у подизању оружја којим би се обезбедили правда и право. Та коначна одлука пала је у Орашцу на Сретење. Био је то тада неизвестан подухват у најсложенијим политичким условима ондашње Европе.
Два пута су Срби са обе стране турске границе садејствовали аустријској војсци у ратовима против Турске током 18. века, упамтили су двадесетогодишњу аустријску владавину над Београдом и северним деловима Србије. Није избледело сећање да је после Свиштовског мира између Аустрије и Турске било обећано да ће се Београдски пашалук поделити на 12 нахијских књежина, са једним „врховним кнезом“ као гаранцијом аутономије. Дакле, оно што су имали и за аустријске управе, на шта су били навикли. Ређали су се опетовани захтеви Срба султану и жалбе на режим узурпатора. Бојећи се нових устанака, Порта је наредила реформе и административне ревизије у Босни, али не успева да их наметне агама и јањичарима у Србији. Срби постављају у више махова скоро 33 захтева, од којих се само њих пет односи на аграрне односе и спахије. Тражили су аутономију као и њихови саплеменици на Темишварском сабору 1790. године од аустријског цара. Срби у Темишвару истичу да народ без аутономије није нација. Дух Кочине крајине се живо памтио, као и војевање фрајкора у Мачви, а преко река је избегло око 50.000 људи који чекају. Велике силе у потаји вуку своје потезе и сагледавају своје стратешке интересе.
Заједно са оружаном борбом на просторима где су живели Срби полако се развијала и свест где је средиште њихове државности. Појам Србије настаће тек као последица устанка и прерастања борбе за аутономију у оквиру турског поретка у борбу за самосталну државу. Тај преображај десио се 1806. године, после великих српских војних победа. Победе над турском војском биткама на Иванковцу, Мишару, Делиграду, али и улазак у Београд, дале су устанку међународни значај, он постаје вододелница за ондашње велике силе. Устаници су поразили не само турску војску већ, нехотично, и Наполеона, који ју је опремао и војнички инструисао да удари из три правца, цара који је свако одступање Турске видео као напредовање Русије. Мада идеолошки савезници, Аустријанци такође зазиру од руских намера. Сами Руси су полуострво радије желели да виде раздробљено, а српски устанак тек као подстицај грчком покрету за ослобођење. Не знајући за правила високе политике, Срби су се још у фебруару 1806. обратили руском цару да их подржи у праву на националну државу у „балканским покрајинама“, која би могла подићи војску од 200.000 људи. Мада готово неписмени и без стручних војних школа, вође устанка и војске правилно цене стратешке елементе у политичком одлучивању, место војске и војне претње на првом месту.
Пораз Српске војске 1813. године уследио је после одбијања да приме услове руско-турског мира. Руси који су сваког часа очекивали упад Наполеона склопили су један, по Србе магловит уговор у Букурешту, 28. маја 1812. године, у коме се гарантовала недовољно дефинисана унутрашња самоуправа и амнестија. Остављено им је да се с Турцима нагоде око величине данка и предаји оружја. Требало је да Турци поново успоставе раније гарнизоне. Хајдуцима би се дозволило да побегну у Русију и Немачку. Русија је за чувара српске аутономије одредила Аустрију, државу чији је канцелар давао подршку Турској. На скупштини у Крагујевцу, где су старешине одбациле ову понуду, речено је „да је ова земља припадала нашим прецима и ми смо је нашом крвљу освојили. Ако је Рус обећао Турцима утврђења, мораће им их негде другде дати“.
Самопожртвовање старешина и бораца до последњег момента, њихово држање и пред бројнијим непријатељем, Турци су добро упамтили. И сама помисао да би се то могло поновити терала их је касније на попуштање. Када је плануо поновни устанак 1815. године, били су спремнији на попуштање. Употреба оружја и народне војске у борби за стварање самосталне националне државе одредила је у српској политичкој култури значај војног фактора и опредељење да се војска развија као народна узданица која ће једног дана довршити националну мисију ослобођења.
Током устанка Српска војска је била народна. Војводе и старешине позивале су сељаке само кад је предстојала борба. Оружје и опрему набављали су сами, или пред битку дотурало однекуд. Уз ту борачку масу по позиву, током прве српске — устаничке државности, постојали су стални одреди увежбаних и наоружаних момака који су за своју службу били плаћени. Звали су их бећарима или момцима, а чинили су неку врсту пратње Вожду и осталим кнезовима. Чинили су посаде утврђења и чували границе. Организација је остала једнака током оба устанка.
Кнез Милош је после Другог устанка распустио војску, али она није била разоружана. Са том чињеницом — наоружаним народом — рачунале су ондашње и Турска и Аустрија. Овај „швајцарски“ систем наоружаних „резервиста“ укинуо је тек краљ Милан. Но, инструментализовани деловањем ондашњих радикала, сељаци Тимочке крајине одбијају да предају оружје и дижу буну, коју ће стајаћа војска брзо угушити.

### Утицај Русије
Деветнаести век је за српску аутономну Кнежевину и, касније, независну Краљевину протекао у дограђивању система народне, али и стајаће војске. Војска се припремала саобразно ондашњим европским искуствима, економским моћима државе и државним — националним програмом који је подразумевао ширење националног нуклеуса на још неослобођене крајеве у којима Срби живе од давнина.
Напору Србије да организује примерену стајаћу војску дају отпор, у различитим видовима, и Аустрија и Турска. С друге стране, без војске, препуштена на милост и немилост турском суверенитету и променљивој политици заштите великих сила, ни већ добијена аутономија није изгледала сасвим сигурна тековина, која се не би могла изгубити у некој ситуацији затегнутих односа међу великим силама. А није се могло без војне организације и војске ни помишљати на даљу борбу за самосталност.
У првом периоду српске аутономије, коју је, после успешног рата са Турском (1827—1829), издејствовала Русија и постала Једренским миром високи покровитељ српске аутономије, та сила је дала печат првобитном развоју српске стајаће војске. Малу војску, почевши од униформе, организовала је Русија по властитом узору. Активни официри су били из Русије, уведени су руски закони и егзерцир. У периоду од 1830. до 1836. године формирани су постепено батаљон пешадије, коњички ескадрон и топовска батерија. Тада је у Русију послата и прва група од 12 младића на школовање за официре. Први српски закон о устројству гарнизоног војинства донесен је 1838. године. Војска се у тој првој фази свог развоја налазила под надлежношћу Министарства унутарњих дела.
Стајаћа војска Србије имала је крајем 1847. године једва 2.438 официра, стручних припадника и војника. Пешадија је била увећана за још један батаљон од четири чете.
Аустрија није благонаклоно гледала на развој српске државности, па ни њене војске. У првој фази развоја Српске војске није било неких посебних утицаја. Касније, током 1860. године почели су преласци млађих српских официра из Аустроугарске у Српску војску. У њу су долазили и други, махом Словени, лекари, апотекари, инжењери, музичари, али и официри родова. Србија је 1867. донела Закон о примању страних официра.
Доминантни утицај на развој Српске војске и војне мисли доћи ће из Француске, а нешто мање из Пруске после њене победе над Наполеоном III. Међутим, у домену теорије, немачки војни писци, који су и даље развијали Наполеонову мисао, биће опште присутни.

### Модернизација по угледу на Француску
Са инжењеријом и артиљеријом се више није могло импровизовати. Култу народне војске, који се после устанка поново уздигао учешћем српских добровољаца под Книћанином у рату војвођанских Срба и Аустрије против Мађара 1848, полако се додавала мисао о потреби изображене и модерне војске. Те идеје су промовисали најистакнутији српски политичари и војници тога времена. Будући генерал Миливоје Блазнавац, са својим ратним искуством из 1848. и потоњим школовањем у Бечу и Француској, пренео је Гарашанину идеје о потреби модернизације у наслону на француску школу и одлучујуће утицао да се у Србији отвори Артиљеријска школа (Војна академија). С друге стране, интереси Француза за Србију због Кримског рата доводе до блиске сарадње у подизању Тополивнице и образовања кадра. Тада створене везе довешће до тога да први министар војни у Србији буде управо Француз Иполит Монден (1861—1865), који је као капетан био задужен да 1856. направи темељну студију о Србији. Но, данас би рекли да је прагматичном и технократском приступу кнеза Михаила да војску воде и развијају најстручнији, без обзира на династичке предрасуде, морала претходити смрт старог кнеза Милоша, који је у прогону присталица Карађорђевића после 1858. отерао из земље или у изолацију најистакнутије промоторе модернизације, Заха и Блазнавца међу осталима.

### Ново министарство
Монден је практично устројио ново Министарство војно. У његовој компетенцији било је и министарство грађевина или доследно, према француском узору — Јавних радова. Путеви, мостови, водоснабдевање, а касније и железнице, биле су у свим европским земљама најважнији услов мобилизације и ратних операција. Монденова десна рука био је Блазнавац. Руска правила и закони замењени су француским, или су били нешто мало прилагођени српским приликама. Установљени су пензиони фондови за помоћ официрима и подофицирима, реорганизована здравствена служба, унапређено је и коњогојство као предуслов подизања ратне армије, и много штошта другог. Српска скупштина је пре самог доласка Мондена донела Закон о Народној војсци. У ту снагу од сто до сто педесет хиљада бораца, са којом Михаило мисли да води ослободилачке ратове, једино верују Французи, који су имали у рукама извештаје Мондена, али и искуства из својих ратова у Италији, на Криму и Гарибалдијевих похода. Народна војска, сада опремљена и бројнијом артиљеријом, видно је напредовала захваљујући највише управо националном полету.

### Српско-турски ратови
Искуства Српско-турских ратова 1876–1878. утицала су на даљи развој српске војске и њено модернизовање. Српски официри су се жалили на наоружање, па и на руско командовање у првом рату (1876). Уочен је недостатак већег броја активних старешина и способних подофицира, али и да су обични војници недовољно обучени. Све то је утицало да се после рата повећа број питомаца у школама, установи шира мирнодопска формација, која би обухватила природни прираштај мушког становништва.
Иако је Први српско-турски рат изгубила, српска војска извојевала је убедљиву победу у Другом српско-турском рату који је убрзо уследио. У овом рату српска војска је допрла за неколико недеља до Косова, Чукарка и Ћустендила. Србија је захваљујући тим војним успесима добила и давно очекивану независност, као и значајно територијално проширење (врањски, прокупачки, нишки и пиротски округ).